# Стојиљко Кајевић
Стојиљко Н. Кајевић (Бањани, 1937) је протојереј Српске православне цркве, доктор филозофије, члан Америчког филозофског друштва, Српске народне одбране и оснивач некадашњег Српског ослободилачког покрета Отаџбина.

## Биографија

### Младост у Југославији
Рођен је 1937. године у селу Бањани у Скопској Црној Гори. Према неким изворима, његова породица је пореклом из племена Васојевића. Његов отац је био припадник Југословенске војске у Отаџбини, а мајка Стоја је била богомољка. Такође, још неколико његових блиских рођака јесу били припадници ЈВуО и бранили су околна села од балистичких банди, док у самом крају није ни било партизана. Као млад богослов, служио је војни рок у пешадији Југословенске народне армије у Пожаревцу. Често је био саслушаван од агената Контраобавештајне службе. Нуђено му је да без пријемног испита упише Војну академију у Београду, уколико се јавно одрекне цркве.
Одмах по одслуженом двогодишњем војном року, августа 1958. године, уписује Богословски факултет у Београду. Рукоположен је у чин ђакона, потом свештеника и добио је за парохијску управу читаву Скопску Црну Гору, а претходно се оженио. Приведен је на информативни разговор због беседе након једне службе у којој је посредно критиковао државни систем.
По завршеним студијама, добио је препоруку Светог архијерејског синода Српске православне цркве за постдипломске студије на Универзитету у Оксфорду. Није се сложио са рођаком Мирком Путићем да треба остати и водити борбу у земљи, већ одлази за Београд и у Богородичиној цркви Ружица на Београдској тврђави се среће са др Ђуром Ђуровићем, секретаром Централног националног комитета, који га саветује да ипак иде у емиграцију. Он га је упутио на Андрију Андру Лончарића.

### Емиграција
Успео је да крајем 1963. године пређе границу и оде у Трст, где је неко време чекао рођеног брата. Када је и он успео да емигрира, заједно одлазе у Париз. Тамо је упознао Лончарића, али и некадашње истакнуте команданте Југословенске војске у Отаџбини попут команданта Крајинског корпуса и Осме групе (јуришних) корпуса генералштабног пуковника Велимира Пилетића, као и команданта Млавског корпуса потпуковника Симеона Синишу Оцокољића Пазарца, али и предратне политичаре међу којима су били кнез Павле Карађорђевић и Драгиша Цветковић. Ту се јавио Православном богословском институту Светог Сергија, где почиње да повремено врши службу. Служећи овде, научио је руски језик.
Затим одлази за Њујорк и одатле за Кливленд. Упознаје владику Дионисија Миливојевића, који му каже да је од Оцокољића примио писмо у којем помиње Кајевића:
Владико, овај млади свештеник је необичан човек, храбар и даровит говорник. Жао нам је што одлази одавде.— Владика Дионисије
На Велику Госпојину 28. августа 1968. године, основао је Српски ослободилачки покрет Отаџбина. Одлучено је да у организацију неће примати некадашња војна лица ЈНА или чланове Комунистичке партије Југославије, а први прецедент је направљен 1973. године када је примљен Никола Каваја.

## Књиге
- Метафизика и илузија слободе, 2006;
- Круг освете и правде, Принцип прес, 2012;
- СОПО: Овако је било, 2016;
- Народ, духовници и они, 2016.